# Intergraph
Intergraph és una companyia de programari fundada el 1969 amb el nom de M&S Computing, Inc. Va ajudar a solucionar un dels problemes més difícils d'aquells temps - com posar a un home sobre la lluna. Intergraph assistia a la NASA i a l'exèrcit dels Estats Units en el desenvolupament de sistemes de computadors per guiar míssils en temps real.

## Història
Intergraph va ser fundada el 1969 com "M&S Computing, Inc.", per ex enginyers d'IBM que havien estat treballant amb la NASA i l'exèrcit dels Estats Units en el desenvolupament de sistemes aplicats a la computació digital per a guiar míssils en temps real.
El 1980, la companyia va canviar el seu nom de M&S Computing a Intergraph Corporation, reflectint la dedicació als gràfics.
Fins a l'any 2000 també s'havia dedicat al maquinari (principalment "Workstations"), però aquell any va vendre la seva gamma d'estacions de treball ViZualWorkstation Zx a Silicon Graphics i la seva sèrie de targetes gràfiques Intense3D a 3DLabs.

## SmartSketch
L'empresa va incorporar, SmartSketch un programa de dibuix dissenyat per FutureWave Software pel PenPoint US i el EO Personal Communicator. Quan el Pen Computing no va prosperar, SmartSketch va ser portat a les plataformes Windows i Macintosh. i finalment havia estat venut a Broderbund Software que el va incorporar en algunes versions del seu programari Printshop.